# Тумба (Кукуш)
Тумба (грч. Τούμπα) је насељено место у општини Пеонија у периферији Средишња Македонија, Грчка. Према попису из 2021. године било је 506 становника.
Према бугарском географу и историчару, Василу Канчову, у Тумби је 1900. године живело 540 Словена хришћана. Због притиска грчких власти 1924. године принудно су исељене скоро све словенске породице (осим две) у Бугарску, а на њихово место су насељене 162 грчке избегличке породице из Турске, укупно 574 особа. На попису из 1940. године Тумба је имала 675 становника, од чега је било 20 Словена.